# Породила мене мати…
«Породила мене мати…» — вірш Тараса Шевченка, написаний ним на засланні 1848 року, на Косаралі.

## Написання
Збереглося два чистові автографи вірша: у «Малій книжці»; у «Більшій книжці». Автографи не датовано. Датується за місцем автографа у «Малій книжці» серед творів 1848 року та часом зимівлі Аральської описової експедиції в 1848—1849 роках на Косаралі, орієнтовно: кінець вересня — грудень 1848 року, Косарал.
Найраніший відомий текст — чистовий автограф у «Малій книжці», до якої вірш переписано під № 29 у шостому зшитку за 1848 рік, орієнтовно наприкінці 1849-го чи на початку 1850 року (до арешту 23 квітня), з невідомого ранішого автографа. Пізніше, очевидно, в Новопетровському укріпленні, повернувшись до тексту, Шевченко виправив описку у рядку 12. У 1858 році, не раніше 18 березня і не пізніше 22 липня, він переніс вірш, замінивши по одному слову в рядках 7 і 16, з «Малої книжки» до «Більшої книжки».

## Публікація
Вперше вірш надруковано за «Більшою книжкою» в журналі «Основа» 1862 року (№ 1, стор. 2 — 3). Публікація мала неточності: відсутній поділ на строфи, у рядку 9 замість «Білолицая» надруковано «Білолиця я», у рядку 14 «дівувати» замінено на «дівовати».
Вперше вірш введено до збірки творів у виданні: «Кобзарь Тараса Шевченка / Коштом Д. Е. Кожанчикова» 1867 року (СПб., стор. 478), того ж року — у виданні: «Поезії Тараса Шевченка» (Львів, том 1, стор. 246). В обох публікаціях текст вірша подано за «Основою».
Відомі нам списки вірша походять від публікації в «Основі» 1862 року (№ 1, стор. 2 — 3): у збірці «Сочинения Т. Г. Шевченка» (1862), у рукописних «Кобзарях» — 1865, переписаному Д. Демченком, другої половини XIX століття тощо.

## Сюжет
Як і поезія «І багата я…», вірш є розповіддю-монологом багатої дівчини, якій через соціальну нерівність батьки не дозволяють поєднатися з коханим. Близькою за змістом до цих творів Шевченка є народна пісня: «Ой мати, мати, серце не вважає…».